# Ballens
Ballens – miejscowość i gmina (commune) w zachodniej Szwajcarii, w kantonie Vaud, w okręgu (district) Morges.

## Demografia
W Ballens mieszka 589 osób. W 2021 roku 20,4% populacji gminy stanowiły osoby urodzone poza Szwajcarią.

## Transport
Przez teren gminy przebiega droga główna nr 128.